# L'Intrigante (film, 1911)
Pour plus de détails, voir Fiche technique et Distribution.
L'Intrigante ou L'Institutrice est un court métrage muet français réalisé par Albert Capellani, sorti en 1911.

## Fiche technique
- Titre : L'Intrigante
- Titre alternatif : L'Institutrice
- Réalisation : Albert Capellani
- Scénario : Paul Géhaux
- Photographie :
- Montage :
- Producteur :
- Société de production : Société cinématographique des auteurs et gens de lettres (S.C.A.G.L.)
- Société de distribution :  Pathé Frères
- Pays d'origine :  France
- Langue : film muet avec les intertitres en français
- Métrage : 175 mètres
- Format : Noir et blanc — 35 mm — 1,33:1 —  Muet
- Genre : Comédie dramatique
- Durée : 5 minutes 50
- Dates de sortie :
  -  France : avril 1911

## Distribution
- Catherine Fonteney : l'intrigante
- Georges Coquet : le père
- La Petite Carina : l'enfant
- Georges Baud : le voisin de campagne
- Georges Tréville